# Heinrich Rodenstein
Heinrich Rodenstein (* 12. Januar 1902 in Braunschweig; † 22. Dezember 1980 ebenda) war ein deutscher Pädagoge und Hochschullehrer. Er war von 1948 bis 1956 Rektor der Pädagogischen Hochschule Braunschweig. Er gehörte 1948 zu den Mitbegründern der Gewerkschaft Erziehung und Wissenschaft (GEW).

## Leben vor 1933
Rodenstein wuchs in einer Arbeiterfamilie auf und besuchte vier Jahre eine Volksschule in Braunschweig, bevor er zu Ostern 1911 als Freischüler an die Städtische Knabenmittelschule wechseln konnte. „Ab 1913 war er sogenannter ‘Herzogsschüler’. Sein Vater erhielt vom Herzoglichen Marschallamt des Herzogs von Braunschweig vierteljährlich eine Erziehungsbeihilfe von 100,00 Mark und alle Ausgaben für Lernmittel zurück erstattet.“ Nach dem Abschluss der Mittelschule besuchte Rodenstein das Herzogliche Lehrerseminar zu Braunschweig und legte im Frühjahr 1922 die Erste Lehrerprüfung für das Lehramt an Volksschulen ab.
Nach der Prüfung erhielt Rodenstein zunächst keine Anstellung und musste Tätigkeiten in verschiedenen Betrieben nachgehen. Am 1. August 1922 erhielt er eine Anstellung als Hilfslehrer bei der Stadt Braunschweig. Er blieb hier  zweieinhalb Jahre lang und wechselte zu Ostern 1925 für ein Schuljahr nach Wolfshagen. Hier legte er die 2. Lehrerprüfung ab und wurde danach zu Ostern 1926 nach Schöningen versetzt.
Während der Zeit in Schöningen war Rodenstein gewähltes Stadtratsmitglied und erhielt hier am 1. April 1927 auch seine Ernennung zum Beamten auf Lebenszeit. Zu Ostern 1928 wechselte er dann wieder in den Schuldienst der Stadt Braunschweig, aus dem er im Juli 1933 von den Nazis entlassen wurde. In dieser Zeit arbeitete er auch eng mit Hans Löhr und Leo Regener zusammen, mit denen er gemeinsam die Denkschrift Weiterentwicklung der Lehrerausbildung verfasste, in deren Folge 1929 Adolf Jensen zum Professor an der TH Braunschweig berufen wurde.
Heinrich Rodenstein war bis 1929 Mitglied der KPD und trat später der 1931 gegründeten SAP bei.

## Emigration

### 1933 bis 1939
Nach seiner Entlassung aus dem Schuldienst emigrierte Rodenstein im Juli 1933 als politisch Verfolgter nach Holland. Mit Hilfe der holländischen Lehrergewerkschaft organisierte er im November 1933 seine Übersiedelung in das damals noch unter französischer Verwaltung stehende Saargebiet. Hier arbeitete er von 1934 an als Lehrer an zwei Domanialschulen, im Januar 1934 zunächst an der Schule in Saarbrücken, und vom 1. Februar an bis zu seiner Flucht nach Frankreich an der Schule in Saarlouis. Während dieser Zeit wohnte er mit seiner Frau Marta im Emigrantenheim in der Gemeinde Von der Heydt. Im Februar 1935 verließen die Rodensteins das Saargebiet und gingen ins Exil nach Frankreich. Sie wurden zunächst in dem Städtchen Revel (Haute-Garonne), etwa 60 km östlich von Toulouse, untergebracht.
Anfang September 1935 reisten die Rodensteins nach Paris. Sie übernahmen das möblierte Zimmer von Heinrich Grönewald und ebenso dessen Stamm an Privatschülern, die nun von Heinrich Rodenstein unterrichtet wurden. In der Nachfolge von Grönewald übernahm Rodenstein auch die Leitung der Pariser Sektion des Verbands deutscher Lehreremigranten (auch: Union des Instituteurs allémands emigrés, kurz Union) und wurde in der Folge einer der wichtigsten Funktionäre des Verbandes. Rodenstein vertrat die Union im Internationalen Berufssekretariats der Lehrer (IBSL) in Brüssel und nahm an den Kongressen des IBSL in Pontigny 1937 und Nizza 1938 teil. Zur Aufbesserung der materiellen Situation trug Marta Rodenstein mit Strick- und Schneiderarbeiten zum Lebensunterhalt bei; später fand sie Arbeit in einem vegetarischen Restaurant, das Emigranten aus dem Umfeld des ISK gegründet hatten. Bei diesem „vegetarischen Restaurant des ISK“ handelte es sich um das von Erich Lewinski und seiner Frau Hertha betriebene „Restaurant Végétarien des Boulevards (d’aprés Bircher-Benner) 28 Boulevard Poissonniére“, mit dessen Einnahmen vielen Emigrantinnen der Lebensunterhalt gesichert und zur Finanzierung der politischen Arbeit im Exil beigetragen wurde. In diesem Restaurant war zeitweilig auch Gretel Ebeling beschäftigt.
Am 16. Februar 1939 wurde in Paris die Tochter Rosemarie geboren, das einzige Kind der Rodensteins.

### 1939 bis 1945
Mit dem Ausbruch des Zweiten Weltkrieges waren Marta Rodenstein und Tochter Rosemarie gezwungen, Paris zu verlassen und gingen wieder nach Revel zurück. Heinrich Rodenstein wurde in Paris im Stadion von Colombes interniert. Von hier aus wurde er kurze Zeit darauf in das Camp de Meslay-du-Maine verlegt. Im November durfte er das Lager verlassen, und über Paris erreichte er am 26. November 1939 ebenfalls Revel.
Rodenstein galt in Revel als Ausländer mit Aufenthaltsbeschränkung auf den Wohnort Revel und war als ungelernter Arbeiter registriert. Das spiegelt sich in den Beschäftigungsverhältnissen wider, die er in den Folgejahren hier ausübte:
- Dezember 1939 bis Januar 1940: Arbeiter in einer Autoreparatur;
- Februar bis Juni 1940: Lagerarbeiter in einer Brauerei;
- August 1940 bis Februar 1941: Arbeiter in einer Sägerei;
- März 1941 bis Oktober 1944: Arbeiter in zwei Obst- und Gemüsehandlungen;
- November 1944: Arbeiter in einem Land- und Kohlenhandel;
- Dezember 1944 bis Juli 1945: Bauarbeiter.

Einen wesentlichen Beitrag zum Lebensunterhalt leistete Marta Rodenstein mit Strickarbeiten. Die Kundinnen lieferten die Wolle, bezahlten einen Stricklohn und lieferten außerdem noch Naturalien.
Aufgrund alter Bekanntschaften zur französischen Gewerkschaftsbewegung konnte die Familie Rodenstein in Revel relativ sicher vor Verfolgungsmaßnahmen leben. Am französischen Widerstand hat sich Rodenstein aber selber aktiv nicht beteiligt. Er erwog auch nicht, Frankreich zu verlassen, obwohl er über Visumszusicherungen für die USA, Mexiko und Brasilien verfügte. „Ich hatte diese Angebote ausgeschlagen. Ich war - ohne jede rationale Begründung - immer sicher gewesen, dass wir überleben würden. Außerdem schloss das tiefe Heimweh meiner Frau aus, uns noch weiter von unserer Heimat zu entfernen.“
Mit dem Abzug der deutschen Truppen aus Südfrankreich Anfang August 1944 „war der Ausgang eines langen Tunnels erreicht“. Im Herbst 1944 wurde Rodenstein Mitglied in der Bauarbeitergewerkschaft und Karl Mössinger (1888–1961) meldete ihn bei der neuerstandenen Fédération des Groupes Socialistes en France an, über die Rodensteins politischer Weg in die SPD führte. Angebote, weiterhin in Revel zu bleiben, lehnte er ab; die Familie drängte zurück nach Braunschweig.
Rodenstein reiste mit Unterstützung von Karl Mössinger nach dem Ende des Zweiten Weltkriegs zunächst alleine nach Deutschland, um die Voraussetzungen für den Familiennachzug zu klären. Von Braunschweig aus kehrte er dann erneut nach Revel zurück, um – abermals mit Unterstützung von Mössinger – Frau und Tochter abzuholen. Ende September 1945 begann dann der endgültige Abschied von Revel. „Am 3. Oktober 1945 kamen wir abends in Braunschweig an. Das Kapitel Emigration war abgeschlossen.“

## Die Zeit ab 1945
Heinrich Rodenstein wurde zum 1. Oktober 1945 in Braunschweig als Hilfslehrer eingestellt und gleichzeitig mit einem Lehrauftrag für Staatsbürgerkunde in die Lehrerbildung an die Kanthochschule, die spätere Pädagogischen Hochschule Braunschweig, abgeordnet. Am 1. Februar 1946 wurde er erneut in das Beamtenverhältnis auf Lebenszeit berufen und zum Volksschulrektor ernannt. Dem folgte zum 1. April 1947 die Beförderung zum Studienrat und Dozent an der Kanthochschule. Am 16. März 1948 wurde er zum Professor berufen.
1947 wurde in Detmold ein Allgemeiner Deutscher Lehrer- und Lehrerinnenverband für die Britische Besatzungszone gegründet, dessen zweiter Vorsitzender Rodenstein wurde. Der Verband ging 1948 in der GEW auf, die ihrerseits Mitglied im Deutschen Gewerkschaftsbund (DGB) wurde. Heinrich Rodenstein war von 1960 bis 1968 Vorsitzender der GEW.
Vom 17. Mai 1948 bis zum 30. September 1955 war Rodenstein Direktor der Kanthochschule. Daneben engagierte er sich auch in der internationalen Gewerkschaftsarbeit. Er war von 1955 bis 1957 Präsident der Internationalen Vereinigung der Volksschullehrer-Verbände (F.I.A.I. – I.F.T.A.) und von 1966 bis 1972 Präsident des Internationalen Berufssekretariats der Lehrer im Internationalen Bund Freier Gewerkschaften.
Am 1. September 1968 wurde Heinrich Rodenstein emeritiert.
Im Jahre 1977 wurde er mit der Ehrenbürgerwürde der Stadt Braunschweig geehrt.

## Heinrich-Rodenstein-Fonds
Der Heinrich-Rodenstein-Fonds der GEW soll weltweit Lehrerinnen und Lehrern helfen, „die aus politischen Gründen oder wegen humanitärer Katastrophen in Not geraten sind“.

## Werke (Auswahl)
- Die Utopisten. Limbach, Braunschweig 1949, DNB 454067909.
- Grundsätze der Neuformung des deutschen Bildungswesen. Arbeitsgemeinschaft Deutscher Lehrerverbände, Celle 1952, DNB 454067844.
- Erziehung entscheidet unser Schicksal. Referat. Arbeitsgemeinschaft deutscher Lehrerverbände, 1958, DNB 365753483
- Wirtschaft, Arbeit, Lehrerbildung. Schroedel, Hannover 1967, DNB 458669164.

## Quelle
- Homepage Heinrich Rodenstein. Auf der Seite ist Heinrich Rodensteins privates und politisches Leben ausführlich dokumentiert, wobei allerdings seine Frau Marta nur eine Nebenrolle spielt. Auch die negativen Seiten des Exils werden allenfalls nur angedeutet. „Rodenstein baute bewusst die Exilerfahrungen als positiven Baustein, als wertvolle politische Erfahrung in seinen Lebenslauf ein; belastende, angstbesetzte Situationen blendete er weitgehend aus. […] Zudem gibt es eine geschlechtsspezifische Komponente, die von Rodenstein nur kurz angedeutet wurde; während sich die männlichen Emigranten um die Politik kümmerten, waren die Frauen mit der Sorge um das tägliche Brot beschäftigt. Grete Ebeling, ehemalige braunschweigische Lehrerstudentin und SAP-Mitglied, die mit ihrem Mann ebenfalls über das Saarland nach Frankreich emigriert war, putzte in dem vegetarischen Restaurant, in dem auch Marta Rodenst arbeitete, während ihr Mann für die Emigrantenzeitung Artikel verfasste.“[11]